# 존 암스트롱

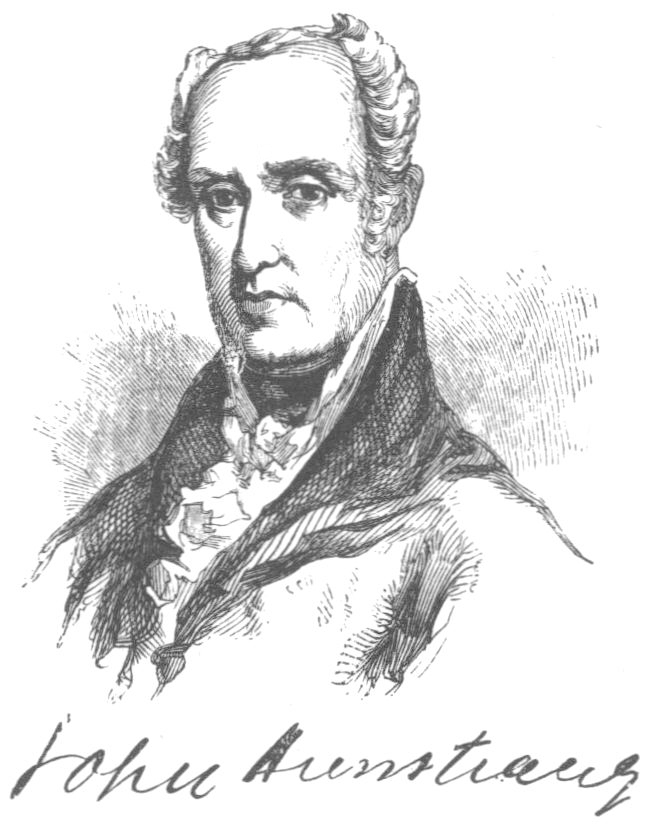

존 암스트롱(John Armstrong, 1717년 10월 13일 - 1795년 3월 9일)은 미국의 토목 기사이며, 미국 독립 전쟁에서 소장으로 종군한 군인이다. 암스트롱은 펜실베이니아에서 대륙회의 대의원으로 선출됐다.

## 생애
암스트롱은 1717년 10월 13일에 아일랜드의 퍼마나 주 브룩버러에서 제임스 암스트롱과 제인 캠벨 암스트롱 부부의 아이로 태어났다. 암스트롱은 유명한 스코틀랜드 국경의 무법자, 조니 암스트롱의 직계 후손이었다. 암스트롱은 아일랜드에서 교육을 받고 토목 기사로 펜실베이니아에 정착했다. 암스트롱은 식민지에 부동산을 보유한 펜 가문의 측량사로 왔다. 1750년, 최초의 업무로 칼라일의 도시를 설계하였고, 암스트롱 자신도 그곳에 첫 번째 개척민이 되었다. 또한 이후 새로 만들어진 컴벌랜드 카운티의 측량사로 임명되었다.

## 프렌치 인디언 전쟁
프렌치 인디언 전쟁 때 델라웨어 족 인디언과 프랑스군의 연합군이 1756년 6월 펜실베이니아 그랑빌 요새(오늘의 루이스 타운 근처)를 덮쳐 파괴하고 키타닝 경로를 통해서, 앨러게니강 키타닝의 방어가 새겨진 마을에 많은 포로를 데려 돌아갔다. 지사 존 펜은 컴벌랜드 카운티에 주재하는 식민지군에 대처하도록 지시했다. 이때 대령이었던 암스트롱은 키타닝 원정대를 이끌고 원정을 떠나 대담하게도 영내 깊숙이 침투하여, 1756년 9월 8일에 키타닝을 파괴했다. 이 행동으로 암스트롱은 ‘키타닝의 영웅’이라는 일생 칭호를 받았다.
1758년 암스트롱 대령은 2,700명의 펜실베이니아 식민지군을 이끌고 존 포브스 원정대에 참가했고, 접근한다는 소식만으로도 프랑스군은 듀케인 요새를 버리고 파괴했다. 암스트롱은 이 원정대에 있던 민병대 지휘관 조지 워싱턴 대령과 친해졌다.

## 미국 독립 전쟁
미국 독립 전쟁의 초기 암스트롱은 펜실베이니아 민병대의 준장이 되었다. 1776년 3월 1일, 대륙회의는 암스트롱을 대륙군 준장으로 임명했다. 암스트롱은 남부로 파견되어 사우스캐롤라이나의 찰스턴을 방어할 준비를 시작했다. 이곳에서 암스트롱은 토목 기술을 살려 방어망을 굳힐 수 있었고, 1776년 6월 영국군의 공격을 능가 할 수 있었다. 찰스 리 장군이 찰스턴 주재군의 지휘관으로 부임했기 때문에 암스트롱은 펜실베이니아 본대와 민병대의 근무로 돌아왔다. 펜실베이니아 정부는 암스트롱을 민병대의 소장에 임명했다. 이 시점에서 대륙군에 종군은 끝났지만, 워싱턴 장군에게 계속 전쟁에 협력했다.
암스트롱은 1777년 9월에서 영국군의 필라델피아 방면 작전에 대항하는 방위군의 일익을 담당하여, 브랜디와인 전투와 저먼타운 전투에 참전했다. 1777년 9월 11일 벌어진 브랜디와인 전투에서는 암스트롱의 민병대가 미합중국군의 좌익을 지켰다. 군수물자를 지키는 역할도 있었다. 치열한 전투 후 미군은 퇴각을 할 수밖에 없었고, 항복의 위기에 직면했다. 암스트롱은 어둠을 틈타 파일스 포드에서 물자와 민병대를 무사히 물릴 수 있었다.
10월 2일의 저먼타운 전투에서 암스트롱은 미군의 우익을 이끌었다. 암스트롱 부대의 역할은 영국군의 좌익 측면을 돌아 역습을 가하는 것이었다. 다른 부대의 행군 지연과 오류가 있었음에도 불구하고 전반적인 공격은 잘 이루어졌다. 그러나 중앙 부대가 벤자민 추 하우스라는 큰 돌 저택에서 영국군에 발목을 잡혀 진군이 멈춰섰다. 이후 아담 스테판 부대가 안개 속에서 앤서니 웨인의 부대를 오인 공격하여 철수할 수 밖에 없는 사건으로 미합중국군이 무너졌다. 암스트롱 부대는 저먼타운의 중심부 근처까지 전진하였지만, 큰 전투는 발생하지 않았기 때문에 나중에 암스트롱은 “십중팔구 이기는 전투였지만, 이상하게도 지고 말았다. 도무지 퇴각한 이유를 설명할 수 없다”라고 불평했다.
저먼타운 전투 이후 암스트롱은 현역에서 퇴임하는 것을 허락받았다. 60세가 되자 건강도 예전 같지 않았고, 오래된 부상이 그를 괴롭혔다. 칼라일 자택으로 돌아온 암스트롱은 펜실베이니아 의회에서 대륙회의의 대표로 선정됐다. 대표를 1777년에서 1780년까지 지냈던 암스트롱은 워싱턴과 대륙군의 강력한 옹호자였다. 암스트롱은 새로운 미국 헌법도 확고히 지지하였고 대륙회의 마지막 회기인 1787년 과 1788년의 대표를 지냈다.

## 여생
암스트롱은 일생을 통해 많은 지역과 시민을 위한 직업에 종사했다. 그 중 하나가 칼라일 교육위원회이며, 벤자민 러시 박사가 마을에서 대학을 짓자고 제안했을 때 처음에는 반대했다. 이후 암스트롱은 찬성을 하여 디킨슨 대학의 첫 이사회의 일원이 되었다. 암스트롱은 칼라일에서 1795년 3월 9일에 사망하였고, 올드 칼라일 묘지에 묻혔다. 1800년 펜실베니아는 키타닝에 새로운 카운티를 만들어 ‘암스트롱 카운티’라고 이름을 지었다. 암스트롱의 아들, 존 암스트롱 주니어 역시 군대와 의회에 공적을 남겼다.

## 같이 보기
- 미국독립전쟁